# NGC 25
NGC 25 je eliptična galaktika u zviježđu Feniksu. Otkrio ju je John Herschel 28. listopada 1834. godine.

## Vanjske poveznice
- SEDS: NGC 0025